# Ульякан
Ульяка́н (рос. Ульякан) — селище у складі Чернишевського району Забайкальського краю, Росія. Входить до складу Урюмського сільського поселення.

## Населення
Населення — 293 особи (2010; 314 у 2002).
Національний склад (станом на 2002 рік):
- росіяни — 98 %